# Poszátalevélmadár-félék
A poszátalevélmadár-félék (Aegithinidae) a madarak osztályának verébalakúak (Passeriformes) rendjébe tartozó család. Egyetlen nem négy fajjal tartozik a családba.

## Rendszerezés
A családba az alábbi nem és fajok tartoznak
- Aegithina – 4 faj
  - feketeszárnyú poszátalevélmadár (Aegithina tiphia)
  - feketesapkás poszátalevélmadár (Aegithina nigrolutea)
  - smaragd poszátalevélmadár (Aegithina viridissima)
  - nagy poszátalevélmadár (Aegithina lafresnayei)